# Zigwadesmus modestus
Zigwadesmus modestus är en mångfotingart som beskrevs av Chamberlin 1923. Zigwadesmus modestus ingår i släktet Zigwadesmus och familjen Chelodesmidae. Inga underarter finns listade i Catalogue of Life.